# Relaciones Andorra-Unión Europea
Las relaciones Andorra-Unión Europea son las relaciones internacionales entre la Unión Europea y Andorra. Andorra participa en la Unión Aduanera de la UE  desde 1991, gracias a un acuerdo de 28 de junio de 1990. En 1995, el Acuerdo fue enriquecido con la libre práctica aduanera por la que Andorra se constituía en aduana exterior de la UE  y el Consejo Europeo de Madrid de diciembre de 1995 instó a la Comisión a desarrollar nuevas áreas de cooperación con Andorra, que cristalizó en el Acuerdo de Cooperación entre la Comunidad Europea y el Principado de Andorra de 2004 (firmado el 15/11/2004 y con entrada en vigor el 01/07/2005) y el Protocolo por el que se amplia a las medidas de seguridad aduaneras el Acuerdo de 1990 (de 27/01/2011 y entrada en vigor el 01/01/2012).
El Convenio monetario permite a Andorra a utilizar el euro como moneda de curso legal y la acuñación de monedas de euro hasta un valor máximo especificado (Comunicación de la Comisión al Consejo - Informe sobre el funcionamiento de los convenios monetarios celebrados con Mónaco, San Marino y El Vaticano, COM/2009/0359 final).

## España
El "Acuerdo entre la Comunidad Económica Europea y el Principado de Andorra" (firmado el 28 de junio de 1990, entró en vigor el 1 de julio de 1991) establece una unión aduanera con nación más favorecida entre el Principado y la UE . Andorra es tratada como un Estado de la UE donde se trata el comercio de productos manufacturados, pero no para los productos agrícolas.
Hay controles aduaneros completos en el lado de la UE de la frontera, ya que Andorra tiene bajos impuestos y otros impuestos indirectos, como los de alcohol, tabaco y gasolina, de los cuales los visitantes podrían beneficiarse.

## Euro
Andorra tiene un acuerdo monetario con la UE que le permite convertir el euro en su moneda oficial y le permite emitir monedas en euros a partir del 1 de julio de 2013. Tenían previsto emitir sus primeras monedas el 1 de enero de 2014. En octubre de 2012, Jordi Cinca, Ministro de Finanzas de Andorra, declaró que el 1 de enero de 2014 era una fecha más probable para comenzar a emitir euros debido a los retrasos en la adopción de la legislación requerida por el acuerdo monetario. En febrero de 2013, el director de la Casa de la Moneda de Andorra Jordi Puigdemasa confirmó que Andorra no empezaría a emitir euros hasta el 1 de enero de 2014. Sin embargo, dado que la UE no dio su aprobación para comenzar a acuñar las monedas hasta diciembre de 2013, su liberación se retrasó, con el ministro de Cultura Albert Esteve declarando que estaba optimista de que serían puestos en libertad en marzo o abril de 2014.
Sin embargo, las primeras monedas de euro de Andorra no entraron en circulación hasta el 15 de enero de 2015.

## Otros acuerdos
En 2003/4 se firmaron otros dos acuerdos. El primero es un acuerdo de cooperación que abarca el medio ambiente, las comunicaciones, la información, la cultura, el transporte, la cooperación regional y transfronteriza y las cuestiones sociales.
Sin embargo esto ha visto pocos resultados operacionales hasta ahora. También existe un convenio de tributación del ahorro Que fue firmado después de la presión de la UE en el centro financiero offshore para conformarse con las normas de la UE.
Existe un acuerdo firmado en 2003 entre Francia, España y Andorra sobre la circulación y residencia en Andorra de ciudadanos de terceros Estados. Dice que los tres países deberán coordinar sus requisitos de visado (en realidad, que Andorra cumple con los requisitos de visado de Schengen) y que Andorra aceptará la entrada sólo de los que tienen derecho de entrada de España o Francia. Andorra está autorizado a permitir largas estancias para cualquier persona.

## Controles fronterizos
Andorra se ha mantenido fuera del Acuerdo de Schengen y mantiene controles fronterizos con la UE. Sin embargo, como los viajeros a Andorra tienen que pasar por el Área Schengen, y Andorra no emite ningún visado, los requisitos de entrada son en la práctica los mismos que en el área de Schengen. Los visitantes de Andorra que necesiten un visado para entrar en el espacio Schengen necesitan un visado Schengen de entrada múltiple, ya que para salir de Andorra deben entrar en el espacio Schengen por segunda vez.
Sólo hay dos puntos fronterizos oficiales de frontera terrestre: Seo de Urgel en España y Pas de la Casa en la frontera con Francia. Además, se permite que los helicópteros vayan a aeropuertos con control fronterizo situados en otros países, pero no a otros lugares fuera de Andorra. Los vuelos suelen ir a los aeropuertos de Barcelona-El Prat o Toulouse-Blagnac.

## Integración futura
En noviembre de 2012, después de que el Consejo de la Unión Europea pidiera una evaluación de las relaciones entre los microestados y la Unión Europea con los microestados europeos soberanos de Andorra, Mónaco y San Marino, que ellos describieron como "fragmentados".
 La Comisión Europea publicó un informe en el que se exponían las opciones para su ulterior integración en la UE. A diferencia de Liechtenstein, que es miembro del Espacio Económico Europeo (EEE) a través de la Asociación Europea de Libre Comercio (AELC) y del Acuerdo de Schengen, las relaciones con estos tres estados se basan en una recopilación de acuerdos que abarquen cuestiones específicas. El informe examinó cuatro alternativas a la situación actual: 1) un enfoque sectorial con acuerdos separados con cada estado que abarcan todo un área de política; 2) un acuerdo marco de asociación global y multilateral con los tres estados; 3) membresía al EEE; 4) membresía a la UE. La Comisión argumentó que el enfoque sectorial no abordaba las cuestiones principales y seguía siendo innecesariamente complicado, mientras que la adhesión a la UE fue rechazada en un futuro próximo porque "las instituciones de la UE no están actualmente adaptadas a la adhesión de esos países de tamaño reducido". Las restantes opciones, la afiliación a la AEMA y una FAA con los estados, resultaron viables y fueron recomendadas por la Comisión. En respuesta, el Consejo pidió que prosiguieran las negociaciones con los tres microestados sobre la ulterior integración y que se preparara un informe para finales de 2013 detallando las consecuencias de las dos alternativas viables y recomendaciones sobre la manera de proceder.
Dado que actualmente los miembros de la AELC sólo están abiertos a los miembros de la AELC o de la UE, se requiere el consentimiento de los Estados miembros de la AELC para que los microestados se unan al EEE sin pasar a ser miembros de la UE. En 2011, Jonas Gahr Støre, el entonces Ministro de Relaciones Exteriores de Noruega, que es un Estado miembro de la AELC, dijo que la pertenencia de la AELC / EEE a los microestados no era el mecanismo apropiado Para su integración en el mercado interior debido a sus diferentes requisitos de países grandes como Noruega, y sugirió que una asociación simplificada sería más adecuada para ellos. Espen Barth Eide, el sucesor de Støre, respondió al informe de la Comisión a finales de 2012 cuestionando si los microestados tienen capacidad administrativa suficiente para cumplir con las obligaciones de la membresía en el EEE. Sin embargo, declaró que Noruega estaba abierta a la posibilidad de ser miembros de la AELC para los microestados si decidieran presentar una solicitud y que el país no había tomado una decisión definitiva al respecto. Pascal Schafhauser, Consejero de la Misión de Liechtenstein ante la UE, dijo que Liechtenstein, otro Estado miembro de la AELC, estaba dispuesto a discutir la adhesión de la EEA a los microstatos siempre que su incorporación no obstaculizara el funcionamiento de la organización. Sin embargo, sugirió que se debía considerar la opción de afiliación directa en el EEE a los microestados, fuera de la AELC y de la UE.

## Membresía
La profundización de la relación de Andorra con la UE requiere generalmente el cumplimiento de las cuatro libertades de la Unión Europea (sólo los bienes se logra) junto con las reformas del sector fiscal y financiero a las normas de la UE (eliminación de su reputación de paraíso fiscal). El gobierno ha dicho que "por el momento" no hay necesidad de unirse a la UE.
El ministro de Relaciones Exteriores Gilbert Saboya Sunyé dijo en 2016 que el país no deseaba convertirse en un Estado miembro de la UE.